# Chatholi Hamza
Chatholi Hamza (né le 1er novembre 1981) est un athlète indien, spécialiste du 1 500 mètres. 

## Biographie
En octobre 2007, Chatholi Hamza se classe 3e sur 1 500 mètres lors des Jeux mondiaux militaires, derrière les Kényans Gideon Gathimba et Shedrack Korir. Quelques jours plus tard, il remporte le 1 500 mètres aux Jeux asiatiques en salle en 3 min 50 s 22.

### Palmarès
| Date | Compétition                  | Lieu      | Résultat | Performance   |
| ---- | ---------------------------- | --------- | -------- | ------------- |
| 2007 | Jeux mondiaux militaires     | Hyderabad | 3e       | 3 min 42 s 84 |
| 2007 | Jeux asiatiques en salle     | Macao     | 1er      | 3 min 50 s 22 |
| 2008 | Championnats d'Asie en salle | Doha      | 2e       | 3 min 41 s 18 |
| 2009 | Championnats d'Asie          | Canton    | 3e       | 3 min 48 s 44 |

### Records
| Épreuve      | Épreuve      | Performance   | Lieu       | Date            |
| ------------ | ------------ | ------------- | ---------- | --------------- |
| 1 500 mètres | En plein air | 3 min 39 s 9  | Jamshedpur | 23 octobre 2007 |
| 1 500 mètres | En salle     | 3 min 41 s 18 | Doha       | 15 février 2008 |